# Cray Computer Corporation
Cray Computer Corporation – firma wydzielona w 1989 roku z Cray Research, która zajęła się rozwojem i próbą sprzedaży superkomputerów Cray-3 oraz projektowaniem kolejnych generacji maszyn, w tym Cray-4, który nie został nigdy do końca zbudowany. Wskutek trudności finansowych i technologicznych, nie odnosząc sukcesu komercyjnego (wyprodukowano tylko jeden egzemplarz Cray-3), firma zakończyła działalność 24 marca 1995 roku.